# Ціпановська Ольга

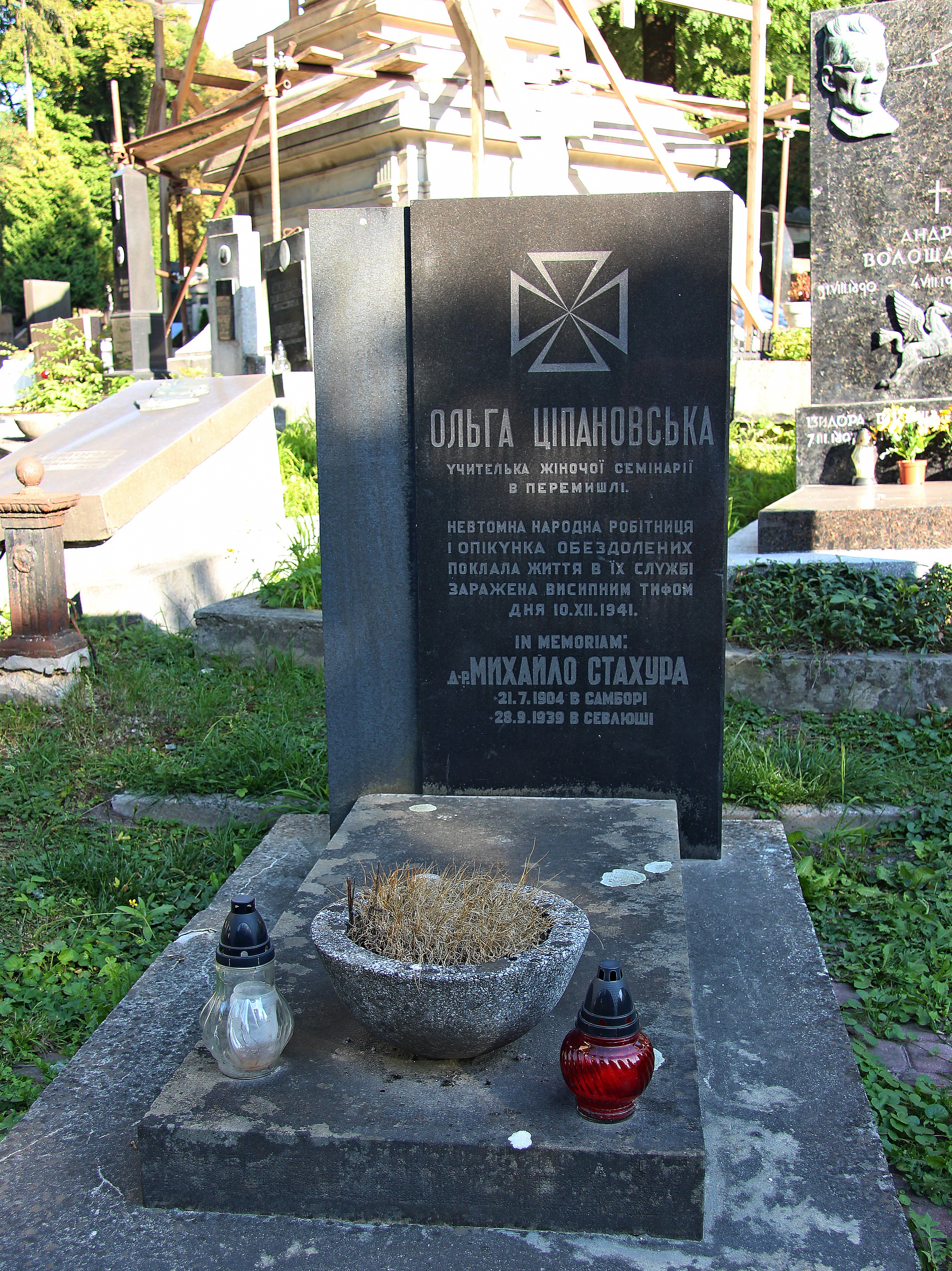
Могила О. Ціпановської на Личаківському цвинтарі

О́льга Ціпано́вська (18 грудня 1861, Старий Мізунь, Долинський повіт — 10 грудня 1941, Львів) — українська громадська діячка в Перемишлі та Львові, піаністка і диригентка, музична педагогиня.

## Життєпис
Народилася в сім'ї інженера гірничої промисловости Кипріана Ціпановського. У 1876—1880 рр. навчалася у Жіночій учительській семінарії в Перемишлі, де її вчителем був композитор Людвик Дітц (Томаш Пудлоський пише, що Дітц навчав її у Львівській консерваторії, яку успішно закінчила 1891 року.. Однак Людвік Дітц у Львові не викладав, а ціле життя працював у Перемишлі). 16 липня 1880 року, після складення іспиту зрілости, почала працювати вчителькою у початковій школі бенедиктинок, а опісля в інших народних школах (у т. зв. «виділових школах») Перемишля. 1892 року обійняла посаду вчительки української мови в Жіночій учительській семінарії в Перемишлі, де раніше навчалася.
Була серед активних учасниць створення й діяльності музичного товариства «Боян» у Перемишлі на зламі 1891—1892 років, виступала як піаністка-солістка. Як пише дослідниця українських товариств у Перемишлі Тетяна Голдак: «Завдяки участі О. Ціпановської хор досягнув значних успіхів, виступаючи в Перемишлі та за його межами».
1906 року Ціпановська заснувала в Перемишлі товариство «Жіночий труд», у якому стала директоркою. Це було господарське (кооперативне) товариство з метою гуртування жінок до виробничої, торговельної та фінансової діяльности.
Активна діячка Союзу Українок (заступниця голови управи та референтка вишколу молоді), Жіночої Служби Україні, в часи Першої світової війни — голова Українського жіночого комітету помочі для поранених у Відні, між двома світовими війнами опікувалася над емігрантами (та їхніми сиротами) з Великої України в Перемишлі. Відома також доброчинною діяльністю, ініціаторка заснування комітету «Брат братові» (1919). За даними С. Заброварного, 1938 року в перемишльських початкових і середніх школах навчалося 78 хлопців і 40 дівчат — дітей українців-придніпрянців.
Перша диригентка перемиського хору «Боян» та директорка філії Музичного Інституту імені Лисенка (1925 — 1932). Із концертами відвідувала Відень і Прагу. 1898 і 1911 року на концертах акомпанувала Соломії Крушельницькій.
Одна з перших на Галичині виконувала твори Миколи Лисенка.
1934 року переїхала до Львова, де протягом двох років працювала вчителькою в учительській семінарії, а також продовжувала діяльність у «Союзі українок». На жіночому конгресі у Львові 1937 року створено Світовий союз українок (ССУ), а Ольгу Ціпановську обрано до складу його Президії. Наступного року польська влада закрила центр Українського жіночого товариства, тому на його місце українські жінки під проводом Мілени Рудницької товариство «Дружина княгині Ольги», на установчих зборах якого 12 липня 1938 р. Ціпановську обрано до Головної ради (а також включено до 5-особової Президії).
1941 року (як член Українського Червоного Хреста) опікувалася в таборі «Шталаг 328» на Цитаделі хворим звільненим українцям і полоненим із Червоної армії, захворіла на епідемічний висипний тиф і померла у Львові 10 грудня.
Похована на Личаківському цвинтарі (поле № 1).